# Santuario del Libro

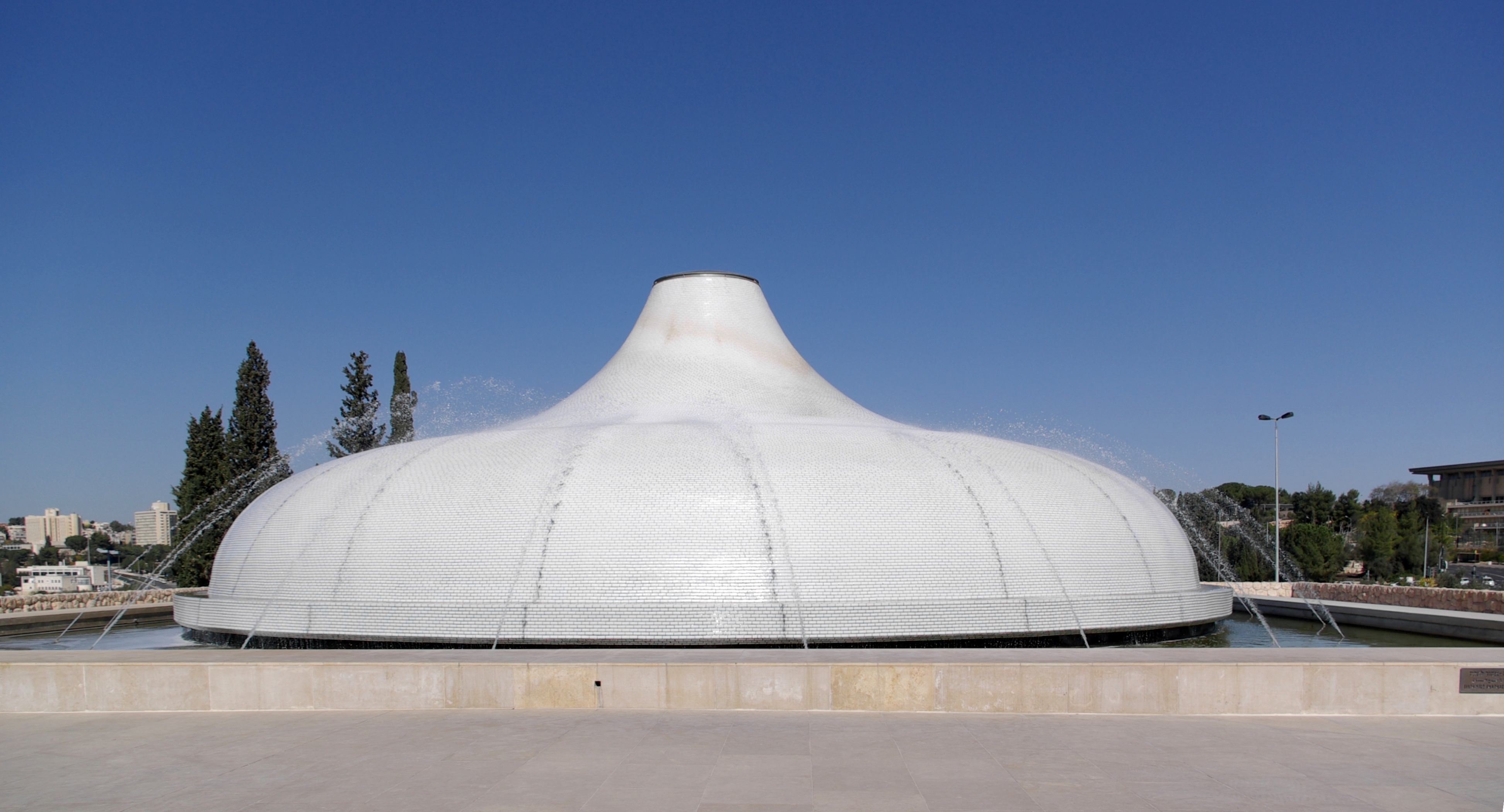
Vista exterior del Santuario del Libro

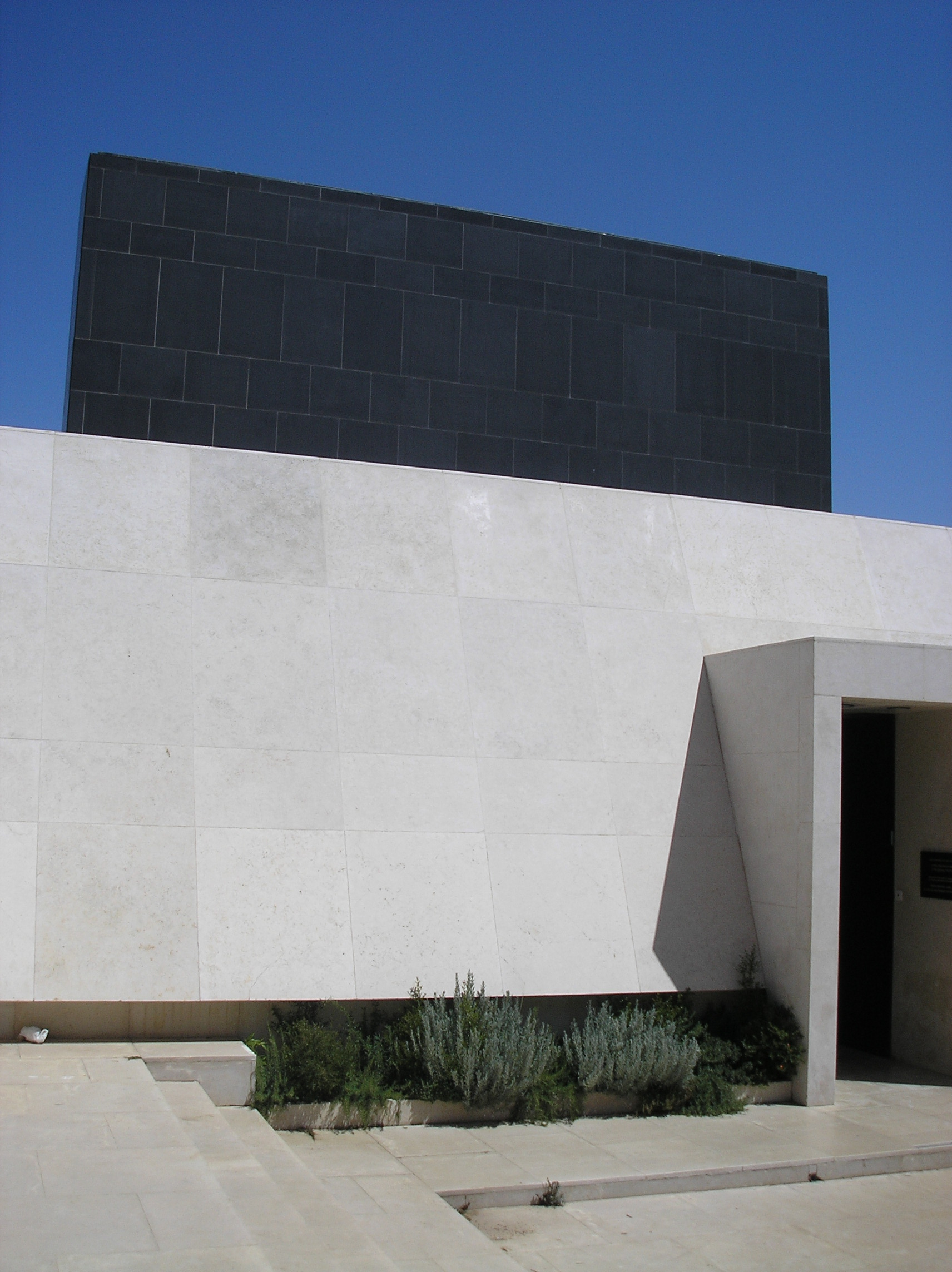
Entrada del Santuario del Libro

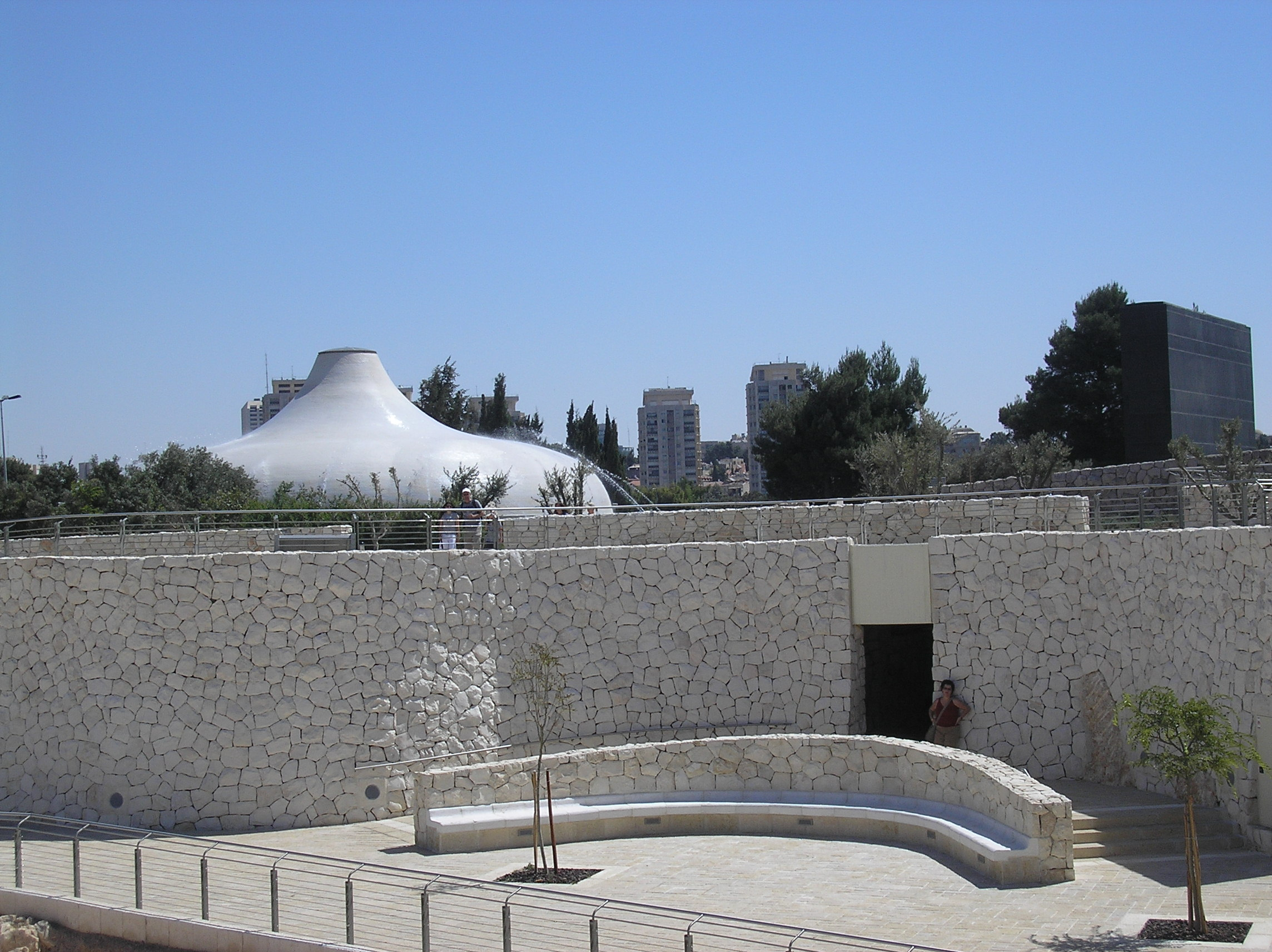
Los colores y las formas del edificio evocan el rollo de la Guerra de los hijos de la luz contra los hijos de las tinieblas, uno de los Rollos del Mar Muerto, donde la cúpula blanca simboliza los Hijos de la luz y la pared negra sería los Hijos de las tinieblas.

El Santuario del Libro (en hebreo: היכל הספר‎, Heikhal HaSefer) es un ala del Museo de Israel cerca de Givat Ram en Jerusalén que alberga los Rollos del Mar Muerto descubiertos entre 1947 y 1956 en 11 cuevas en los alrededores de la zona de Qumrán.
Inicialmente se pretendía construir el santuario en el campus de la Universidad Hebrea de Jerusalén en Givat Ram, junto a la Biblioteca Nacional de Israel. Un proceso de planificación elaborado durante siete años llevó a la construcción del edificio en 1965, financiado por la familia de David Samuel Gottesman, un filántropo emigrante de Hungría y que había comprado los pergaminos para obsequiarlos al Estado de Israel. 
Uno de los arquitectos, Armand Phillip Bartos, fue elegido, evidentemente, sobre la base de estar casado con la hija de Gottesman, Celeste Ruth. El otro arquitecto elegido fue Frederick John Kiesler. El equipo de arquitectos también incluyó a Gezer Heller, que había construido muchas estructuras importantes en el Estado de Israel. Este estaba casado con Alice Hammer, la hermana de Ibi Hammer, la mujer que se había convertido en directora del Banco de Israel. Ella era la hija del gran rabino de Budapest.
Inicialmente, los arquitectos israelíes se opusieron firmemente a que arquitectos no israelíes hayan sido elegidos a través del nepotismo y objetaron que Kiesler nunca había completado sus estudios de arquitectura en Viena y Berlín (a pesar de poseer una certificación como arquitecto en Nueva York) y de nunca haber construido nada. Fue, sobre todo, un diseñador vanguardista que enseñaba de vez en cuando. Sin embargo, los arquitectos americanos habían sido elegidos por Gottesman desde 1955.
El santuario tiene la forma de una cúpula, que cubre la estructura base colocada dos tercios por debajo de la tierra, ligeramente por encima de un charco de agua que lo rodea en el cual se refleja. Frente a la cúpula hay un muro de basalto negro. Los colores y las formas del edificio evocan el Rollo de la Guerra de los Hijos de la Luz contra los Hijos de las Tinieblas, la cúpula blanca simboliza los Hijos de la Luz y el negro de la pared simboliza los Hijos de las Tinieblas.
La cabecera toma la forma de una cúpula inmaculada, cubriendo una estructura colocada dos tercios en el suelo, y ligeramente por encima de un agua en la que se refleja. Frente a la cúpula es un muro de basalto negro. Los colores y las formas del edificio evocan el rollo de la Guerra de los hijos de la luz contra los hijos de las tinieblas, uno de los Rollos del Mar Muerto, donde la cúpula blanca simboliza a los Hijos de la luz y la pared negra serían los Hijos de las tinieblas.
Por causa de la fragilidad de los rollos, es imposible exhibir estos permanentemente y se utiliza un sistema de rotación. Después que un manuscrito del pergamino fue expuesto durante 3 a 6 meses, se retira de su escaparate y se coloca temporalmente en una bodega especial, donde "descansa" de la exposición.
El museo también posee otros únicos antiguos manuscritos que permiten ver el Códex Aleppo.